# Babol (Verwaltungsbezirk)
Babol (persisch شهرستان بابل) ist ein Schahrestan in der Provinz Mazandaran im Iran. Er enthält die Stadt Babol, welche die Hauptstadt des Verwaltungsbezirks ist. Die Region ist der Herkunftsort der Pahlavi-Dynastie. 

## Demografie
Bei der Volkszählung 2016 betrug die Einwohnerzahl des Schahrestan 531.930. Die Alphabetisierung lag bei 87 Prozent der Bevölkerung. Knapp 57 Prozent der Bevölkerung lebten in urbanen Regionen.
| Zensusjahr | Einwohnerzahl |
| ---------- | ------------- |
| 2011       | 495.472       |
| 2016       | 531.930       |